# John Baron (homme politique)
Pour les articles homonymes, voir John Baron.
John Charles Baron (né le 21 juin 1959) est un homme politique conservateur britannique qui est député de Basildon et Billericay, auparavant Billericay, de 2001 à 2024. Il s’est fréquemment rebellé contre son parti, notamment en appelant à un référendum sur l’Union européenne (UE) avant les élections de 2015 et en s’opposant à une intervention militaire en Irak, en Libye et en Syrie.
Baron est un fervent critique de l’UE ; il est un fervent partisan du Brexit lors du référendum européen de 2016.

## Jeunesse et carrière
John Baron est né à Redhill, dans le Surrey, et fait ses études privées au Queen's College de Taunton, suivi d'études au Jesus College de Cambridge et à l'Académie royale militaire de Sandhurst.
Après l'université, Baron est nommé dans le Royal Regiment of Fusiliers le 3 janvier 1984 en tant que sous-lieutenant (en probation). Sa commission est confirmée et il est promu lieutenant avec ancienneté à partir du 8 août 1984. Il est promu capitaine le 8 février 1987. Il sert en Irlande du Nord, à Chypre et en Allemagne.
Le 3 janvier 1988, il est transféré à la Réserve des officiers de l'Armée régulière. Cela marque la fin de sa carrière militaire, mais il restait susceptible d'être rappelé. Il démissionne de sa commission le 1er juin 1997.
En 1987, il devient banquier d'affaires : gestionnaire de fonds puis directeur de Henderson Private Investors Ltd (plus tard Henderson Global Investors) et de Rothschild Asset Management.

### Carrière politique
En 1995, il devient trésorier de la Streatham Conservator Association.
En 1997, David Amess décide de ne pas se représenter à son siège conservateur ultra-marginal de Basildon et est élu pour le siège plus sûr de Southend West. Baron est choisi comme conservateur à Basildon. Aux élections générales de 1997, Baron arrive deuxième avec 30,8 % des voix derrière la candidate travailliste Angela Smith.
En novembre 1999, Teresa Gorman annonce son intention de se retirer de Billericay aux prochaines élections générales. Baron est choisi pour Billericay aux élections générales de 2001, et est élu député de Billericay avec 47,4 % des voix et une majorité de 5 013 voix. Il prononce son premier discours le 20 juillet 2001.
Baron est membre de l'équipe de Iain Duncan Smith, mais démissionne en mars 2003 pour protester contre son soutien à la guerre en Irak. Il est reconduit par Duncan Smith comme porte-parole en matière de santé quatre mois plus tard, poste qu'il occupe jusqu'en juillet 2007, date à laquelle il est transféré au bureau du whip conservateur.
Aux élections générales de 2005, Baron est réélu député de Billericay avec une part de voix accrue de 52,2 % et une majorité de 11 206 voix.
Baron est un fervent soutien de David Davis lors de l'élection à la direction du Parti conservateur de 2005, l'ayant également soutenu lors de la course à la direction du Parti conservateur de 2001 remportée par Iain Duncan Smith.
Avant les élections générales de 2010, la circonscription de Billericay de Baron est abolie et remplacée par Basildon et Billericay. Aux élections générales, Baron est élu député de Basildon et Billericay avec 52,8 % des voix et une majorité de 12 338 voix.
Baron est le seul conservateur parmi seulement 15 députés à avoir voté contre la participation britannique à l'attaque contre la Libye à la Chambre des Communes le 21 mars 2011. En 2013, il dépose une motion d'arrière-ban pour exiger un vote au Parlement avant de fournir un « soutien mortel » aux forces antigouvernementales en Syrie, ce qui a finalement empêché une nouvelle intervention militaire lorsque le gouvernement n'a pas été en mesure d'obtenir le soutien parlementaire nécessaire . Il fait également partie d'une minorité votant contre le gouvernement concernant les frappes aériennes contre l'État islamique en Irak et au Levant.
En juin 2012, Baron remet une lettre, signée par plus de 100 députés conservateurs, au Premier ministre David Cameron l'exhortant « à inscrire dans le Livre des Statuts avant les prochaines élections générales un engagement à organiser un référendum lors de la prochaine législature sur la nature de notre relation avec l'Union européenne". En mai 2013, il dépose un amendement rebelle au discours de la Reine pour « exprimer ses regrets » qu'un référendum sur l'UE n'ait pas pu avoir lieu plus tôt, ce qui est soutenu par plus de 100 députés.
Sa réputation d'eurosceptique et de « rebelle en série » fait qu'il est mentionné comme un possible transfuge vers le UKIP. S'adressant à Newsnight de la BBC en réponse aux spéculations fin 2014, Baron déclare : « Vous ne devriez jamais dire jamais en politique, mais l'essentiel est que ma très forte préférence est de rester au sein du parti conservateur. ».
Aux élections générales de 2015, Baron est réélu député de Basildon et Billericay avec une part des voix de 52,7 % et une majorité de 12 482 voix.
En décembre 2015, il vote contre de nouvelles frappes aériennes en Syrie.
Il est réélu lors des élections générales anticipées de 2017, avec une part des voix de 61 % et une majorité de 13 400 voix. Aux élections générales de 2019, il est réélu avec une part des voix de 67,1 % et une majorité de 20 412 voix.
À la suite de la publication du rapport Sue Gray, Baron retire son soutien au Premier ministre Boris Johnson, appelant à sa démission.
Baron ne se représente après 23 ans en tant que député aux élections générales de 2024, malgré sa sélection par l'association conservatrice locale.
Baron est nommé Commandeur de l'Ordre de l'Empire britannique (CBE) lors des honneurs d'anniversaire de 2023 pour le service politique et public.